# Amettes
Amettes és un municipi francès situat al departament del Pas de Calais i a la regió dels Alts de França. L'any 2007 tenia 502 habitants.

## Demografia

### Població
El 2007 la població de fet d'Amettes era de 502 persones. Hi havia 172 famílies de les quals 40 eren unipersonals (20 homes vivint sols i 20 dones vivint soles), 44 parelles sense fills, 72 parelles amb fills i 16 famílies monoparentals amb fills.
La població ha evolucionat segons el següent gràfic:
Habitants censats

### Habitatges
El 2007 hi havia 203 habitatges, 183 eren l'habitatge principal de la família, 6 eren segones residències i 14 estaven desocupats. Tots els 201 habitatges eren cases. Dels 183 habitatges principals, 154 estaven ocupats pels seus propietaris, 25 estaven llogats i ocupats pels llogaters i 4 estaven cedits a títol gratuït; 2 tenien una cambra, 4 en tenien dues, 30 en tenien tres, 31 en tenien quatre i 116 en tenien cinc o més. 146 habitatges disposaven pel capbaix d'una plaça de pàrquing. A 69 habitatges hi havia un automòbil i a 90 n'hi havia dos o més.

### Piràmide de població
La piràmide de població per edats i sexe el 2009 era:
| Homes | Edats   | Dones |
| ----- | ------- | ----- |
| 0     | 95 o +  | 4     |
| 0     | 90 a 94 | 16    |
| 8     | 85 a 89 | 4     |
| 8     | 80 a 84 | 0     |
| 4     | 75 a 79 | 24    |
| 8     | 70 a 74 | 16    |
| 4     | 65 a 69 | 12    |
| 20    | 60 a 64 | 16    |
| 4     | 55 a 59 | 8     |
| 20    | 50 a 54 | 8     |
| 16    | 45 a 49 | 16    |
| 12    | 40 a 44 | 24    |
| 20    | 35 a 39 | 4     |
| 8     | 30 a 34 | 12    |
| 20    | 25 a 29 | 16    |
| 12    | 20 a 24 | 24    |
| 20    | 15 a 19 | 20    |
| 12    | 10 a 14 | 12    |
| 8     | 5 a 9   | 8     |
| 8     | 0 a 4   | 16    |

## Economia
El 2007 la població en edat de treballar era de 316 persones, 215 eren actives i 101 eren inactives. De les 215 persones actives 186 estaven ocupades (107 homes i 79 dones) i 29 estaven aturades (13 homes i 16 dones). De les 101 persones inactives 36 estaven jubilades, 32 estaven estudiant i 33 estaven classificades com a «altres inactius».

### Ingressos
El 2009 a Amettes hi havia 177 unitats fiscals que integraven 457 persones, la mediana anual d'ingressos fiscals per persona era de 15.463 €.

### Activitats econòmiques
Dels 15 establiments que hi havia el 2007, 1 era d'una empresa alimentària, 5 d'empreses de construcció, 2 d'empreses de comerç i reparació d'automòbils, 1 d'una empresa de transport, 4 d'empreses d'hostatgeria i restauració i 2 d'empreses classificades com a «altres activitats de serveis».
Dels 8 establiments de servei als particulars que hi havia el 2009, 1 era un paleta, 1 lampisteria, 1 electricista, 1 empresa de construcció, 2 perruqueries i 2 restaurants.
L'únic establiment comercial que hi havia el 2009 era una fleca.
L'any 2000 a Amettes hi havia 12 explotacions agrícoles que ocupaven un total de 512 hectàrees.

## Equipaments sanitaris i escolars
El 2009 hi havia 1 escola elemental i 1 escola elemental integrada dins d'un grup escolar amb les comunes properes formant una escola dispersa.

## Poblacions més properes
El següent diagrama mostra les poblacions més properes.